# Ларродриго
Ларродриго (ісп. Larrodrigo) — муніципалітет в Іспанії, у складі автономної спільноти Кастилія-і-Леон, у провінції Саламанка. Населення — 224 особи (2010).
Муніципалітет розташований на відстані близько 150 км на захід від Мадрида, 31 км на південний схід від Саламанки.
На території муніципалітету розташовані такі населені пункти: (дані про населення за 2010 рік)
- Карабіас: 3 особи
- Гальєгос-де-Креспес: 0 осіб
- Ларродриго: 221 особа

## Демографія
Динаміка населення (INE ):

## Зовнішні посилання
- Провінційна рада Саламанки: індекс муніципалітетів [Архівовано 23 квітня 2009 у Wayback Machine.]
- Посилання на Google Maps